# Liudmila Turișceva
Liudmila Turișceva (în rusă Людмила Турищева; n. 7 octombrie 1952, Groznîi, RSFS Rusă, URSS) este o gimnastă sovietică, medaliată olimpică. A participat la 3 ediții ale Jocurilor Olimpice (1968, 1972, 1976) în care a câștigat 4 medalii de aur, 3 medalii de argint și două medalii de bronz.